# Conomurex decorus
Conomurex decorus là một loài ốc biển, là động vật thân mềm chân bụng sống ở biển trong họ Strombidae, họ ốc nhảy.

## Hình ảnh

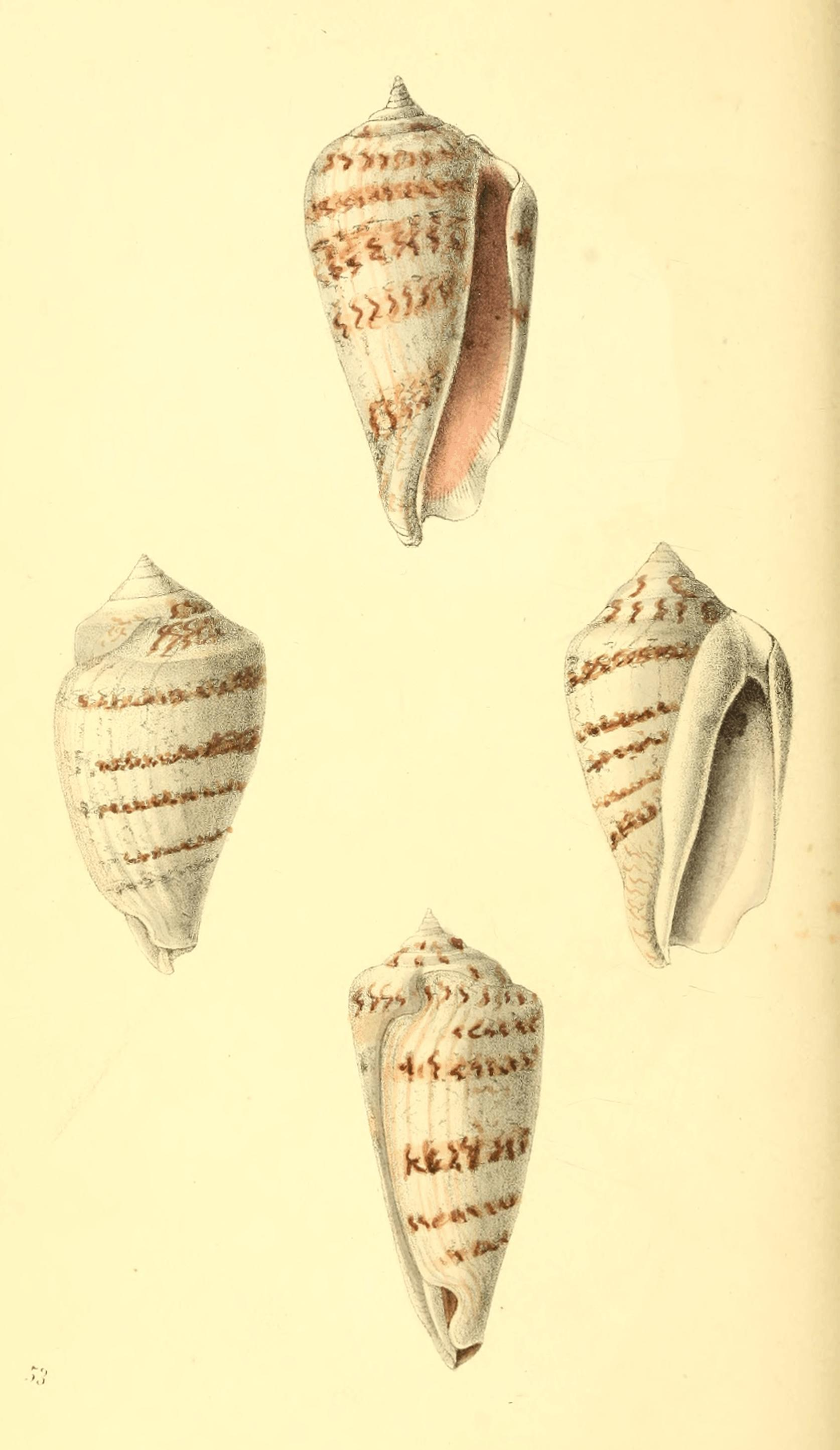

## Phân bố
- Địa Trung Hải[2]
- Biển Đỏ[1]
- Ấn Độ Dương[1]